# Le Bombé bleu
Le Bombé bleu est un projet de voie d'escalade sportive, probablement dans le neuvième degré, sur la falaise de Buoux dans le Luberon en France. C'est une voie relativement courte, de 19 mètres, situé à la gauche du secteur La Plage. Elle peut se découper en trois sections : 8A bloc pour le crux, puis 8A et 7C, pour une quinzaine de mouvements en tout.
Elle a été équipée en 1991, par Marc Le Menestrel, qui l'a essayée sans succès. L'anglais Ben Moon, qui avait réussi en 1989, au même endroit, Azincourt, le premier 8c de France, réussit tous les mouvements, réalise des moulages de certaines prises pour la travailler chez lui, mais ne parvient pas à l'enchaîner. En 1992, le grimpeur slovaque peu connu Juraj Recka revendique l'ascension, mais cette réussite sera remise en cause, notamment par Ben Moon. Depuis Stefan Glowacz, Tony Lamprecht, Klem Loskot, Chris Sharma (« il n’y a pas assez de points pour essayer correctement les sections. Il en faudrait au moins deux ou trois de plus. Sinon, c’est une très belle ligne. ») l'ont tentée sans succès. En 2008, elle est essayée par Fred Rouhling, qui trouve une nouvelle méthode pour le crux, légèrement à gauche. Il estime le niveau à « probablement 9b ». Un rééquipement est prévu pour permettre cette variante et améliorer l'équipement. Avec cette méthode elle a été essayée par Johann Guillaume et Quentin Chastanier.
Elle a été travaillée en novembre 2012 par le basque Iker Pou, qui a rajouté un point légèrement à gauche dans le 1er crux, et qui juge que la difficulté est au moins en 9a+.
À l'occasion d'un reportage pour le magazine Grimper, la voie a été essayée par Lucien Martinez, Charles Albert et Anatole Bosio qui, en 2022, semble s'investir dans ce projet d'ampleur...

## Articles
- Lucien Martinez, « Défouraillage au Bombé Bleu : l’équipe Grimper à la découverte du Graal de l’escalade », Grimper,‎ 16 février 2021 (lire en ligne)
- « Le Bombé bleu, l'ascension impossible », L'Équipe Explore,‎ 18 septembre 2023 (lire en ligne)

## Vidéos
- « Voie mythique: Le Bombé Bleu à Buoux, le challenge impossible ? » Relais Vertical #124 sur youtube
- « Nicolas Pelorson et Lucien Martinez dans le Bombé Bleu (projet) » turnorgift Production sur youtube
- « Anatole Bosio décrypte le premier mouvement du Bombé bleu » CFJ Explore sur youtube
- « Nicolas Pelorson s'offre le "crux" du Bombé bleu » CFJ Explore sur youtube